# Susanna Hirschler

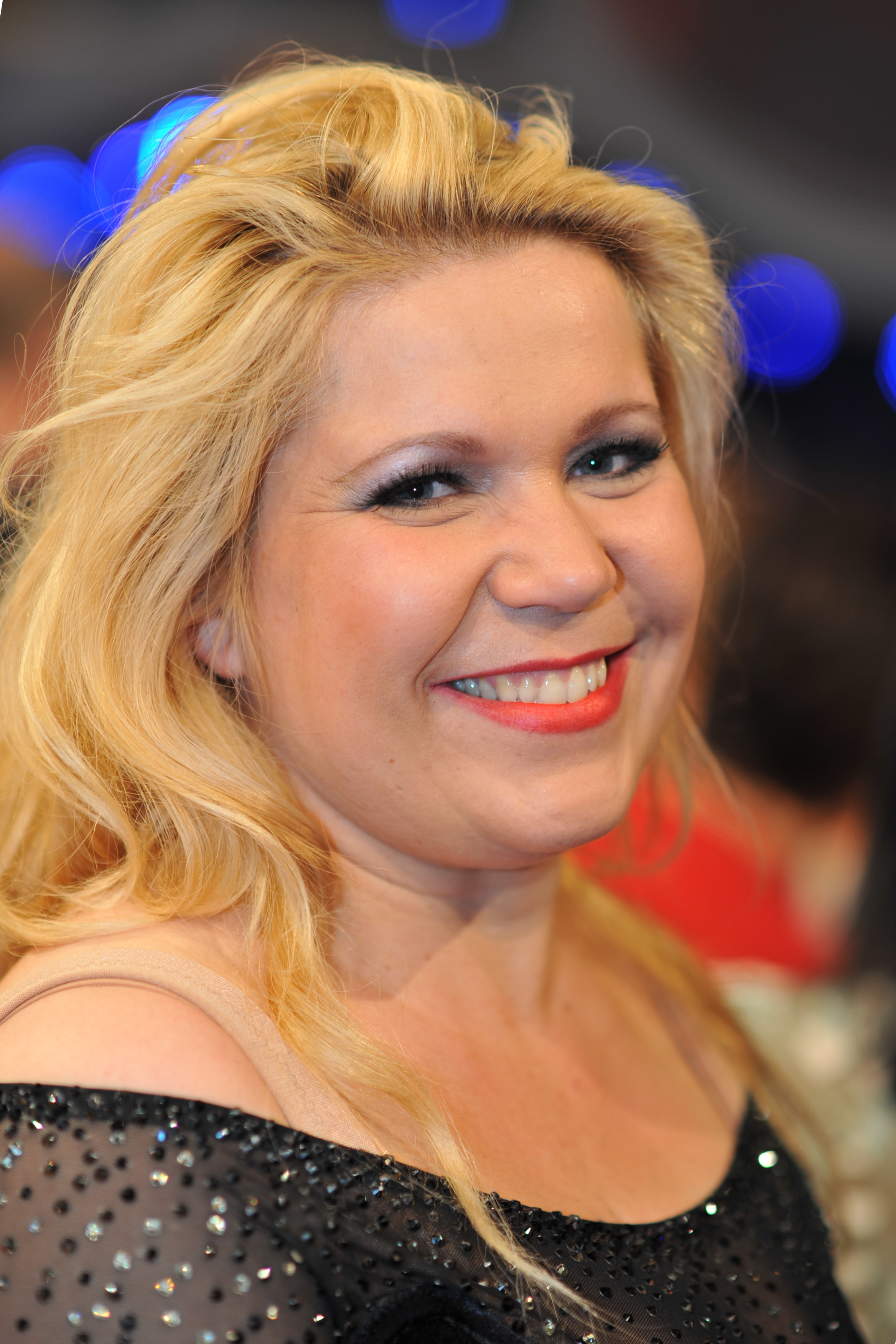
Susanna Hirschler (2013)

Susanna Hirschler (* 29. September 1974 in Wiener Neustadt, Niederösterreich) ist eine österreichische Schauspielerin.

## Leben
Susanna Hirschler absolvierte von 1994 bis 1998 eine Schauspielausbildung am Konservatorium der Stadt Wien, unter anderem bei der Kammerschauspielerin Elfriede Ott. Außerdem erhielt sie eine Gesangsausbildung bei Julia Eder-Schäfer, Caroline Frank, Christian Koch in den Fächern Operette, Musical und Chanson.
Sie hatte in Wien unter anderem Engagements am Wiener Volkstheater, am Ronacher und am Wiener Lustspielhaus. Ein mehrjähriges Festengagement hatte sie am Stadttheater Ingolstadt. Dort spielte sie unter anderem die Schwester Monika in Die Physiker, die Carol in Komödie im Dunkeln von Peter Shaffer, die Irene Moll in einer Bühnenfassung des Fabian, die Zelima in Turandot von Carlo Gozzi und die Hermine Seitz in Fegefeuer in Ingolstadt.
2006 übernahm sie die Hermia in Adi Hirschals Inszenierung des Wiener Sommernachtstraums am Wiener Lustspielhaus. 2008 verkörperte sie bei den Sommerfestspielen in Laxenburg an der Seite von Adi Hirschal und Marika Lichter das Dienstmädchen Sidonie in der Komödie Viel Lärm um Nix, frei nach Motiven von William Shakespeare. 2009 spielte sie erneut bei den Sommerfestspielen in Laxenburg, wiederum mit den Schauspielkollegen Adi Hirschal und Marika Lichter, die Göttergattin Juno in der musikalischen Posse Orpherl in der Unterwelt nach Motiven von Christoph Willibald Gluck und Jacques Offenbach.
2011 gab sie ihr Simpl-Debüt in der Produktion Niederösterreichischer Theatersommer (Regie Werner Sobotka); im Herbst 2011 hatte auch ihr Solokabarett Kurzschluß– ein Akt der Verzweiflung Premiere. Im März 2012 spielte sie die Liesl Karlstadt im Wiener Kosmostheater in der Eigenproduktion Liesl Karlstadt und die anderen Frauenzimmer im Hause Valentin, danach Strobls Endzeitkabarett im Wiener Metropol mit Peter Hofbauer und Thomas Strobl. Weiters übernahm sie die Rolle der Hofdame Adelaide in der Operette Der Vogelhändler (Regie: Christoph Sommersguter) bei den Schloßfestspielen Stadl.
Bis Anfang 2013 ist sie wieder in Dinner for One im Kabarett Vindobona zu sehen.
Susanna Hirschler trat auch in mehreren Musicals auf, unter anderem als Komtesse Franziska in Das Wirtshaus im Spessart mit der Musik von Franz Grothe (am Stadttheater Ingolstadt) und als Mrs. Eynsford-Hill in My Fair Lady bei den Sommerspielen in Röttingen, in einer Inszenierung von Kurt Huemer.
2012 spielte sie in der Serie Es kommt noch dicker verschiedene Nebenrollen, unter anderem die Köchin. Weiters spielte sie 2012 in der österreichischen Horrorkomödie Friday Night Horror die Rolle der Polizistin. In der neuen ORF-Serie Copstories ist sie in der Rolle der Buchhalterin zu sehen; die Serie soll ab 2013 ausgestrahlt werden.
Von März bis Mai 2013 war Susanna Hirschler in der 8. Staffel von Dancing Stars im ORF zu sehen, ehe sie in der 10. Sendung ausschied. Ihr Tanzpartner war Vadim Garbuzov.
Im Oktober 2014 hatte sie mit dem Programm Sex sells gemeinsam mit Steffi Paschke in der Kulisse in Wien Premiere. Im Oktober 2016 folgte das Programm Jenseits von Eden, ebenfalls gemeinsam Steffi Paschke.

## Publikationen
- 2015: Sex sells: Wie Frauen mit Esprit, Sinnlichkeit und Selbstbewusstsein die Welt erobern, gemeinsam mit Steffi Paschke, Goldegg-Verlag, Wien 2015, ISBN 978-3-902991-71-3